# Goon Moon
Goon Moon ist eine amerikanische Alternative-Rock-Band von Jeordie White und Chris Goss, die im Jahre 2002 gegründet wurde. Sie dient als Nebenprojekt, also als sekundäre Band, da die beiden Gründungsmitglieder neben Goon Moon noch andere Projekte haben.

## Geschichte
Die Band wurde 2002 gegründet, nachdem Jeordie White die Band Marilyn Manson verlassen hatte, in der er von 1994 bis 2002 Bass spielte. Zusammen mit Chris Goss gründeten sie die Band, um musikalisches Neuland zu betreten und um sich keinem festen Musikstil zu verschreiben. Goss hatte sich vor der Gründung sowohl als Sänger der Band Masters of Reality als auch als Produzent von Kyuss und Queens of the Stone Age einen Namen in der Musikszene gemacht.
Im Jahr 2005 veröffentlichten sie ihr Debütalbum I Got a Brand New Egg Layin' Machine, an dem Zach Hill als Schlagzeuger mithalf, bei dem Plattenlabel Suicide Squeeze Records.
Am 8. Mai 2007 erschien ihr zweites Album unter dem Namen Licker's Last Leg. Es wurde vom Plattenlabel Ipecac Recordings aufgenommen und zeigt mehrere Gastmusiker, darunter auch der Schlagzeuger Josh Freese, der unter anderem schon bei A Perfect Circle und Nine Inch Nails Schlagzeug gespielt hat.
Momentan stellen Goon Moon aktuelle Lieder und Videos des neuen Albums auf der Broadcast-Seite YouTube zum kostenlosen Ansehen und Reinhören zur Verfügung.
Zurzeit treten Goon Moon in diversen kleinen Clubs in San Francisco und anderen Bundesstaaten Amerikas auf. Auftritte in Europa oder anderen Ländern sind bislang nicht geplant.

## Stil
Der Sound der Band lehnt stark an die 1960er Jahre bis hin zum Anfang des 21. Jahrhunderts an. Hörbare Einflüsse des Hippie- und Gothic-Rock variieren von Titel zu Titel.

## Diskografie
- 2005: I Got a Brand New Egg Layin’ Machine (Album, Suicide Squeeze Records)
- 2007: Licker’s Last Leg (Album, Ipecac Recordings)